# Confession
Pour les articles homonymes, voir Confession (homonymie).

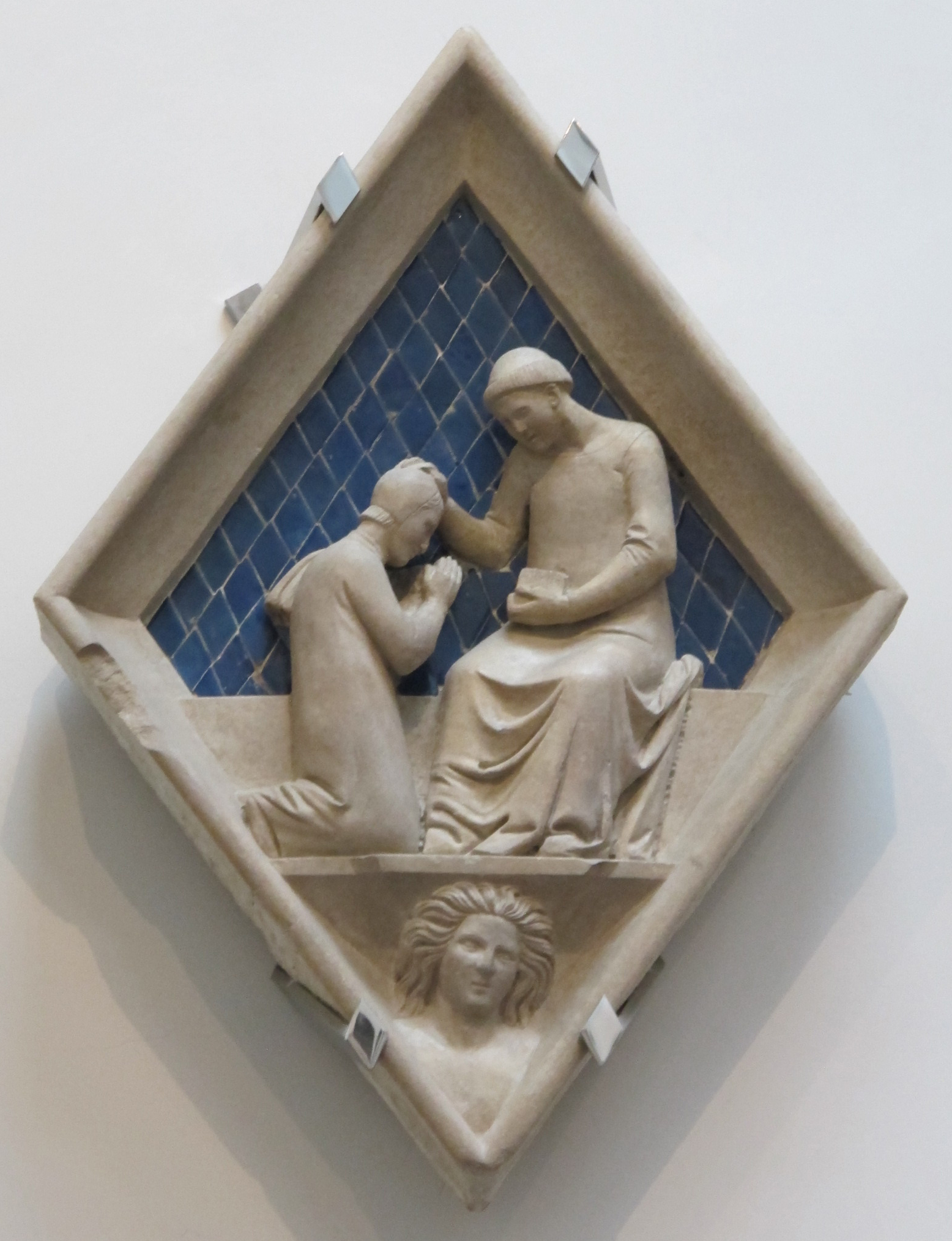
Pénitence, confession et absolution dans le catholicisme. Bas-relief de Maso di Banco, XIVe siècle.

La confession (du verbe latin confiteor, avouer, reconnaître) est l'acte d'avouer ses péchés et de professer sa confiance en la miséricorde divine. Elle est l'un des sept sacrements de l'Église catholique comme de l'Église orthodoxe.

## Dans les Églises catholique et orthodoxe

### Définition

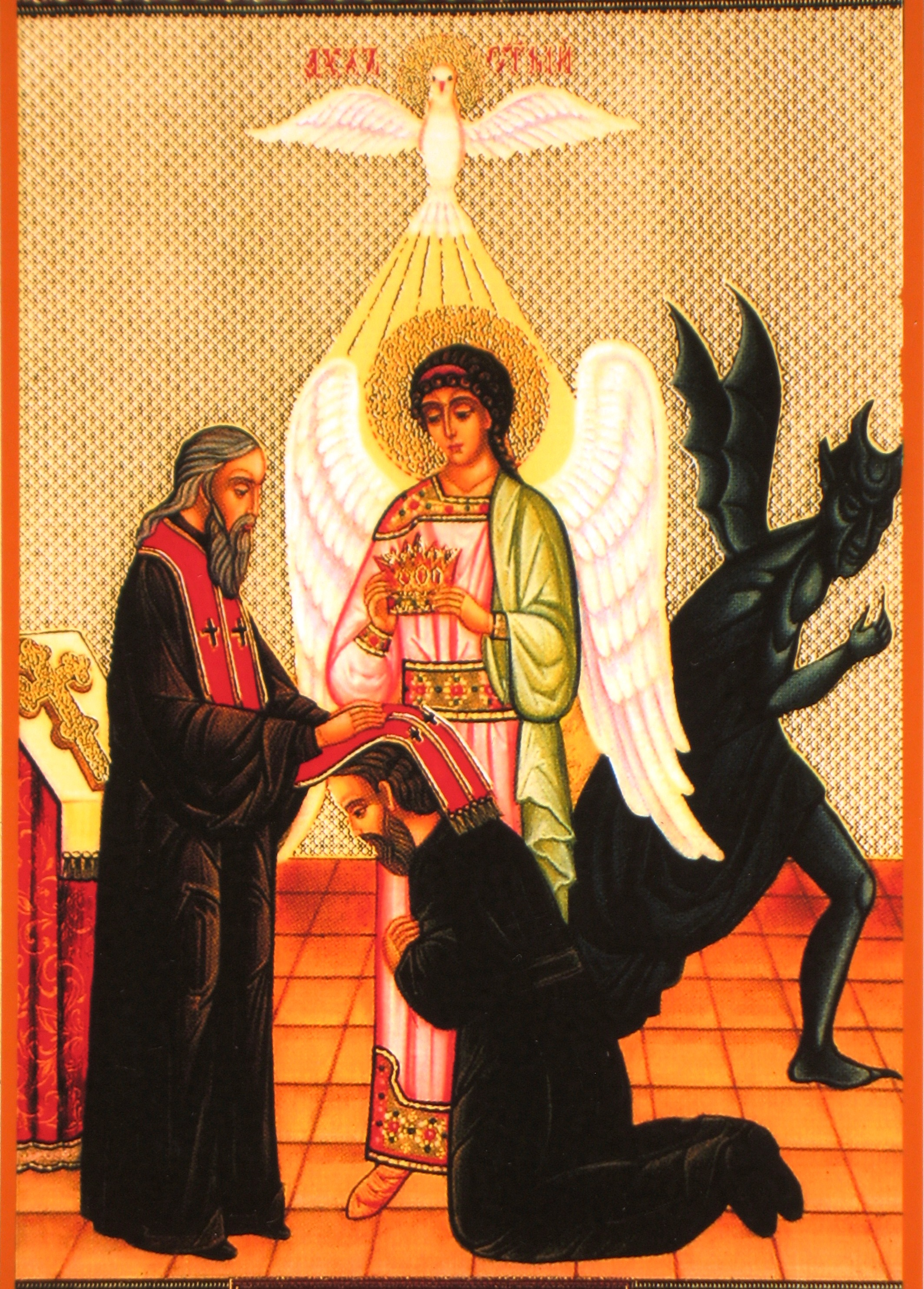
La Pénitence, icône orthodoxe russe, XIXe siècle.

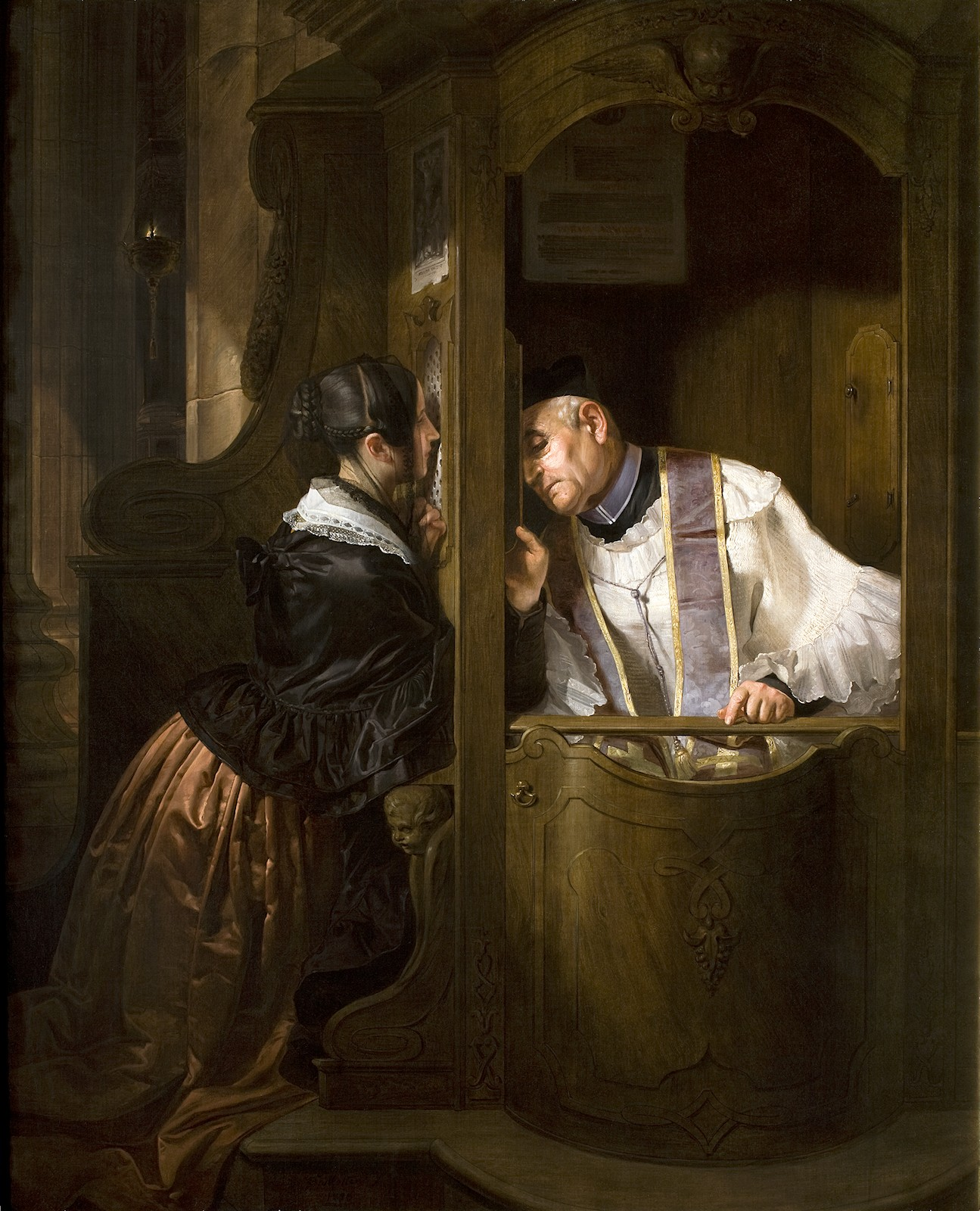
La Confession, tableau de Giuseppe Molteni, 1838.

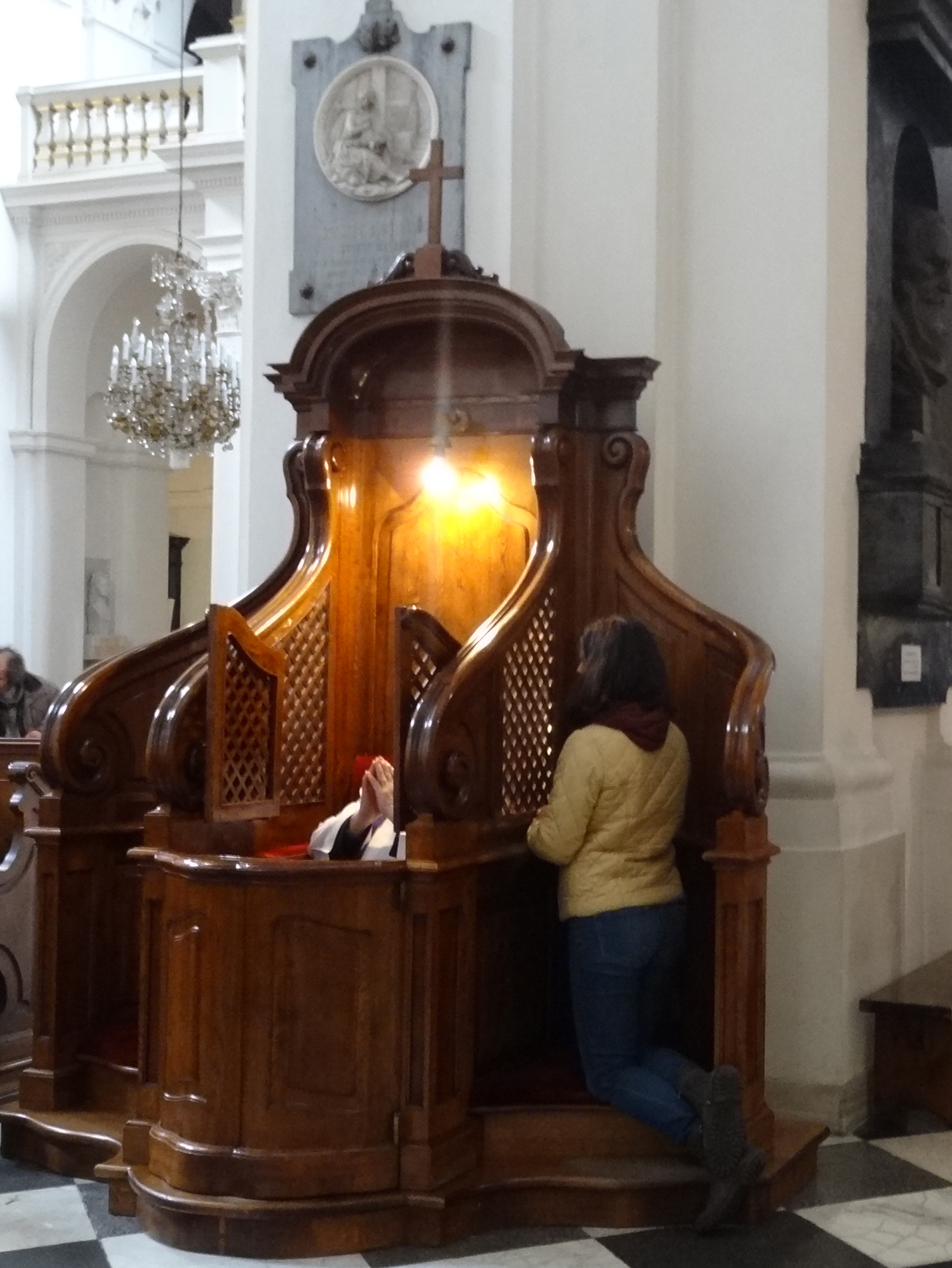
Confession dans une église catholique de Varsovie : le pénitent est agenouillé et le prêtre est assis.

La confession est un acte de pénitence consistant à reconnaître ses péchés devant un prêtre afin d’en obtenir l’absolution. 
Dans ce sens, la confession est un sacrement pour les Églises catholique, orthodoxes et vieilles orientales. Elle est individuelle et privée. À son issue, le prêtre accorde ou non l'absolution, c'est-à-dire le pardon et la rémission des péchés du fidèle. Ce pouvoir lui est conféré en vertu de la succession apostolique. Le prêtre est tenu au secret pour tout ce qui lui a été révélé au cours de la confession. L’épikie (vertu rattachée à la justice, qui "en appelle à la volonté du législateur, qu'elle suppose toujours désireux d'assurer le bien commun"), qui consiste à suivre l’esprit contre la lettre de la loi, ne s'applique pas à la loi du secret de la confession. La confession sacramentelle n'est obligatoire au pardon des péchés post-baptismaux que dans l'Église romaine.
La nécessité d’avouer ses péchés auprès d’un prêtre se fonde sur la parole du Christ instituant le sacrement de la pénitence : « Les péchés seront remis à ceux auxquels vous les remettrez, et ils seront retenus à ceux auxquels vous les retiendrez » (Évangile selon Jean 20:23). Le fait que les apôtres (et leurs successeurs, et les prêtres) doivent décider s’ils doivent remettre ou non les péchés implique qu’ils doivent poser un jugement, et donc qu’on leur a exposé les péchés pour lesquels il faut donner (ou non) le pardon.
La confession n'a de sens qu'accompagnée de repentir. Plus précisément, la confession des péchés est l'une des quatre étapes du sacrement de pénitence et de réconciliation :
1. Examen de conscience, accompagné de repentir
2. Confession des péchés
3. Absolution par le prêtre
4. Satisfaction (ou pénitence)

Depuis le concile Vatican II (1962-1965), dans l'Église catholique, la confession, ou sacrement de pénitence, a été renommée « sacrement de réconciliation » (même si les termes de confession et de pénitence restent largement utilisés). 
Dans certains mouvements chrétiens, elle peut être faite devant les autres fidèles. On parle alors de confession publique.

## Dans le protestantisme
La théologie protestante partage avec la théologie catholique une même conception du péché et du besoin pour l'homme d'obtenir le pardon et la grâce. Elles ont divergé historiquement sur la manière d'obtenir cette grâce divine.

### Abolition de l'obligation de la confession auriculaire
Dès le début de la Réforme, les réformateurs ont remis en cause la pratique de la confession auriculaire[à définir] pratiquée dans l'Église médiévale : ils pensent qu'elle ne peut être ni obligatoire, ni réservée à l'oreille de prêtres (un laïc chrétien peut tout à fait recevoir la confession), et surtout qu'il est absurde de faire résider le pouvoir de pardonner dans la personne du prêtre. La personne qui reçoit la confession n'est qu'un « ministre », un témoin qui affirme ou confirme ce que Dieu, au travers de la Bible, Sa parole, promet.
Ainsi Calvin caractérise-t-il la confession : « Au reste, en nous tenant à la pure simplicité de l'Écriture (…) elle nous ordonne une seule façon de nous confesser dûment : c'est, puisque c'est le Seigneur qui remet, oublie et efface les péchés, que nous les lui confessions pour en obtenir grâce et pardon. C'est le médecin : montrons-lui donc nos plaies. C'est celui qui a été offensé et blessé : demandons-lui donc miséricorde et paix. C'est celui qui connaît les cœurs, et voit toutes les pensées : ouvrons donc nos cœurs devant lui. C'est celui qui appelle les pécheurs : retirons-nous donc par-devers lui. « Je lui ai donné à connaître mon péché, dit David, et n'ai pas caché mon iniquité. J'ai dit, je confesserai à rencontre de moi mon injustice au Seigneur, et tu m'as pardonné l'iniquité de mon cœur » (Psaume 32, verset 5).

### Maintien de la pratique de la confession des péchés
Ni Luther ni Calvin n'ont souhaité abolir la confession privée des péchés ; au contraire ils l'estiment utile - mais non obligatoire - pour rassurer les fidèles qui auraient de la peine à recevoir l'assurance du pardon par la simple écoute de la prédication.
Dans son Petit Catéchisme (toujours en vigueur dans toutes les Églises luthériennes), Luther faisait de la confession en tant que telle le sujet du « sixième point fondamental » :

« La confession comprend deux choses : d'abord, on doit avouer ses péchés ; ensuite on doit de la bouche du confesseur recevoir l'absolution ou rémission des péchés comme si elle venait de Dieu lui-même, et croire sans aucun doute qu'ainsi les péchés sont réellement pardonnés devant Dieu. »

### Pratiques actuelles
Dans la plupart des mouvements protestants, la confession est considérée comme faisant partie de la relation normale que chacun entretient avec Dieu. Plus que le simple fait de le dire (quoique, psychologiquement et spirituellement, cf. Psaume 51, cela permette d'être libéré), la confession devant Dieu est la reconnaissance de ses propres fautes (qui manifestent une rupture avec Dieu) et l'acceptation de son pardon. Il est important de s'entendre dire ce pardon par un frère ou une sœur : c'est un des rôles du pasteur, en privé ou en chaire.
On préfère donc en général dans le protestantisme parler d'annonce du pardon des péchés plutôt que d’absolution, la formule consacrée dans les liturgies réformées traditionnelles étant « si tu te repens et que tu crois, je t'annonce que tes péchés te sont pardonnés ».
Cette annonce se produit dans la liturgie qui ouvre le culte protestant selon la séquence :
- Rappel de l'idéal de vie que nous propose l'Évangile : en aimant Dieu et son prochain comme soi-même.
- La repentance, nous permettant de nous rappeler à la lumière de nos insuffisances et de nos erreurs combien nous avons besoin de progresser par le pardon et avec l'aide de Dieu,
- L'annonce du pardon des péchés, c'est-à-dire du fait que par grâce, les hommes sont tous pardonnés de la même manière et ont tous la même place sous « le Soleil qui se lève sur les justes comme sur les injustes » (Matt. 5:45).
- L'appel à confesser sa foi, donc à redire sa confiance en Dieu, en Jésus Christ et en l'Esprit-Saint[7].

### Cas de l'anglicanisme
Les anglicans, dont la doctrine classique est contenue dans les Trente-neuf articles, partagent la vision protestante, ne maintenant que les deux sacrements bibliques : le baptême et l’Eucharistie. La confession est quant à elle l'un des cinq rites sacramentaux de l'Anglicanisme.